# Louis De Reu
Louis De Reu (Sleidinge, 29 januari 1844 - 15 mei 1947) was een Belgisch volksvertegenwoordiger, burgemeester, bestendig afgevaardigde en provinciaal ambtenaar.

## Levensloop
De Reu was een zoon van de landbouwer Josse De Reu en van Bernardine Maenhout. Josse De Reu was ook gemeenteraadslid van Sleidinge, van 1848 tot 1872. Louis trouwde met Marie-Caroline Dierik (°1856) uit Koewacht.
Hij promoveerde tot doctor in de rechten (1868) aan de Katholieke Universiteit Leuven. Van 1868 tot 1894 was hij advocaat aan de balie van Gent.
In 1872 werd hij gemeenteraadslid en in 1877 burgemeester van Sleidinge. Hij bekleedde dit ambt tot in 1881.
In 1874 werd hij provincieraadslid en in 1881 bestendig afgevaardigde, wat hij bleef tot in 1892.
In 1892 werd hij verkozen tot katholiek volksvertegenwoordiger voor het arrondissement Gent. Hij vervulde dit mandaat tot in 1894.
In 1894 werd hij benoemd tot provinciaal griffier voor Oost-Vlaanderen en bleef dit ambt volbrengen tot in 1914.
In zijn opeenvolgende hoedanigheden was De Reu een man van gezag, die zich vooral bekommerde om problemen die met landbouw te maken hadden.
Louis De Reu overleed op 103-jarige leeftijd. 